# Help! (노래)
〈Help!〉는 1965년 장편 영화와 그 영화 사운드트랙 음반의 타이틀 트랙으로 쓰인 비틀즈 노래다. 싱글로도 출시되었으며 미영에서 3주 동안 1위를 차지했다. 롤링 스톤 역사상 가장 위대한 노래 500곡에서 29위를 차지했다. 〈Help!〉는 존 레논이 썼고, 레논-매카트니로 표기되었다. 레논은 1980년 《플레이보이》와의 인터뷰에서 "비틀즈는 전부 이해 안 되는 것 투성이었다. 나는 무의식 중에 울며 도움을 호소했다."고 말했다.

## 작곡
다큐멘터리 시리즈 《비틀즈 앤솔로지》에서 곡을 쓴 존 레논은 비틀즈의 빠른 성공으로 촉발된 그의 스트레스를 표현하기 위해 노래를 썼다고 밝혔다. 《플레이보이》 인터뷰에서 레논은 말했다. "전 뚱뚱하고 우울해졌고, 울며 '도움(Help)'을 호소했습니다." 음악 평론가 이언 맥도널드는 이 노래가, 비틀즈가 명성을 얻는 동안 레논이 그의 감정을 중심으로 구축한 보호벽의 첫 번째 균열이라고 묘사했으며, 이는 그의 작곡 스타일에서 중요한 이정표가 되었다고 저술했다.
《롤링 스톤》이 1970년 게재한 〈레논 리멤버스〉라는 인터뷰에서, 레논은 비틀즈 시기에 자신이 쓴 가장 좋아하는 곡 중 하나라고 말했으나, 더 느린 박자로 녹음하고 싶었다고 아쉬워했다. 이 인터뷰에서 또한 〈Help!〉와 〈Strawberry Fields Forever〉를 "주문해서 쓴" 게 아닌, 가장 정직하고 진정한 비틀즈의 노래라고 말했다. 하지만 레논의 사촌이자 소년기의 친구 스탠리 파크스에 따르면, 〈Help!〉는 "레논이 스튜디오에서 와서 하룻밤에 쓴 것입니다. 그가 말했죠. '맙소사', '그들이 영화의 제목을 바꾸었어. 이젠 'Help!'라고 불린대, 그럼 난 'Help!'라는 제목의 새 노래를 써야하는 거야'."
폴 매카트니의 말에 의하면, 1965년 4월 4일 레논은 웨이브릿지에 있는 자신의 집에서 "카운터 멜로디" 편곡을 받아 "그것을 완성"하도록 요청받았다고 한다.

## 녹음
〈Help!〉는 1965년 4월 13일 포 트랙 기계를 사용하여 열 두 테이크를 녹음해 제작했다. 처음 아홉 테이크는 배경에 쓰일 기악에 집중되었다. 각 소절 앞에 오는 하향 리드 기타 리프는 어려운 것으로 판명되어, 테이크 4에서는 오버 더빙을 위해 연기하기로 결정했다. 나중에 해리슨이 주도한 오버더빙을 위해, 레논은 어쿠스틱 기타 몸체로 강렬한 비트를 만들었다. 이는 최종 어쿠스틱 믹스에서 들을 수 있다. 리드와 백 보컬은 탬버린과 함께 테이크 9에서 두 번 녹음되었다. 리덕션 믹스가 두 보컬 트랙에 적용되었고, 3번 시도돼(10에서 12 테이크까지) 리드 기타 오버 더빙 트랙이 확보되었다. 이것은 비틀즈가 "바운싱"을 위해 두 개의 4 트랙 기계를 사용한 첫 시도다.
보컬은 영화를 위해 1965년 3월 24일, 더빙을 전문으로 하는 CTS 스튜디오에서 열린 세션에서 재녹음했다. 더 나은 보컬을 제작하는 것 외에도, 탬버린이 영화에 나타나지 않았기 때문에 세션은 탬버린(보컬과 같은 트랙에 있었음)을 제거하기 위해 한 것일 수 있다. 새로운 보컬과 동시에 영화의 사운드 트랙에 사용될 모노 믹스가 CTS 스튜디오에서 제작되었다. 6월 18일에는 음반을 위한 믹스가 준비되었다. 모노 버전의 경우, 조지 마틴은 CTS 필름 믹스의 나머지 부분을 편집하여 12번 오프닝 코러스를 믹스하기로 결정했다. 모든 악기는 CTS 세션을 위해 하나의 트랙에서 결합되었기 때문에 스테레오 믹스를 위해 사용할 수 없었으며, 그래서 스테레오 믹스는 테이크 12에서 만들어졌다. 새롭게 믹스한 것이 《Help!》(1987), 《Love》 (2006), 그리고 《Help!》 DVD (2007)로 출시되었다.

## 출시

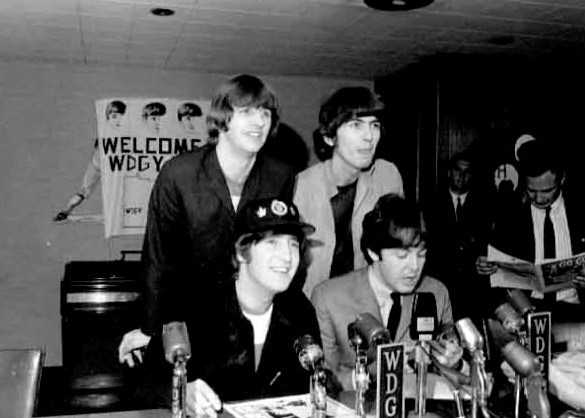
1965년 8월, 노래가 나오기 전 미네소타 블루밍턴에서 열린 비틀즈의 기자회견.

〈Help!〉는 1965년의 늦은 여름에 영국과 미국 싱글 차트에서 1위를 차지했다. 이 싱글은 미국 차트에서 연속으로 1위를 차지한 6개의 싱글 중 4 번째였다(〈I Feel Fine〉, 〈Eight Days a Week〉, 〈Ticket to Ride〉, 〈Help!〉, 〈Yesterday〉, 그리고 〈We Can Work It Out〉).
음반으로서는 《Help!》 LP, 《Help!》 사운드트랙, 《1962-1966》, 《The Imagine : John Lennon》 사운드트랙, 《1》, 《Love》, 《The Capitol Albums》, 그리고 《Volume 2》에 수록되었다. 모노 버전(다른 보컬이며, 탬버린이 없음)은 《Rarities》 LP와 《The Beatles in Mono》에 수록되었다.

## 홍보 영화
비틀즈는 1965년 4월 22일에 영화 《헬프!》의 타이틀 공연을 촬영했다. 동일한 장면(영화 시퀀스에서 볼 수 있는 다트 및 크레디트 제외)이 싱글의 출시를 홍보하기 위한 클립으로 사용되었다. 이는 1965년 7월부터 《탑 오브 더 팝스》와 《탱크 유어 럭키 스타스》와 같은 프로그램에서 방영했다. 비틀즈는 〈Help!〉를 위한 다른 홍보용 클립을 만들었고, 1965년 11월 23일, 《탑 오브 더 팝스》 연말 스페셜에서 방영했다. 조셉 맥그래스가 감독한 이 흑백 클립은 워크 벤치를 가로질러 앉은 채로 노래를 연주하는 그룹의 모습을 보여준다. 스타는 노래 전체에서 우산을 들고 있는데, 이는 가짜 눈이 마지막 구절에서 떨어지면서 유용하게 쓰인다. 이 홍보 영상은 비틀즈의 2015년 비디오 컴필레이션 《1》에 수록되었다.

## 라이브 공연
비틀즈는 〈Help!〉를 1965년 8월 1일 《블랙풀 나이트 아웃》에서 라이브로 공연하여 송출했고, 이것은 《Anthology 2》와 《비틀즈 앤솔로지》 다큐멘터리에 수록되었다. 8월 14일, 그룹은 〈Help!〉를 다른 5곡과 함께 공연한 영상을 녹음했고, 다음 달에 《에드 설리번 쇼》에서 방영했다. 이는 《The 4 Complete Ed Sullivan Shows Starring The Beatles》 DVD에 수록되었다. 〈Help!〉는 1965년 미국 투어 세트리스트에 포함되어 있었다. 셰이 스타디움에서 8월 15일에 한 공연은 1966년 다큐멘터리 《The Beatles at Shea Stadium》에 수록되었으나, 노래의 오디오는 출시되기 전에 다시 녹음되었다. 비틀즈가 8월 29일 할리우드 볼에서 한 공연은 1977년 음반 《The Beatles at the Hollywood Bowl》에 수록되었다.

## 광고 사용
1985년 2월, 〈Help!〉는 비틀즈의 노래가 미국 TV 광고에서 쓰인 첫 곡이다. 포드 모터 컴퍼니의 링컨-머큐리 부서는 노래에 대한 저작료로 10만 달러를 지불했으나, 비틀즈의 오리지널 녹음은 쓰지 않았다. 조지 마틴의 도움을 받아 소리가 비슷한 그룹이 노래를 다시 제작했다. 미국의 전자제품 및 가전제품 체인인 HH그렉은 광고에 노래의 커버 버전을 썼다. 한때, 핼리팩스 광고에서 사용되었다.

## 참여 인원
- 존 레논 – 더블 트랙킹 보컬, 어쿠스틱 기타
- 폴 매카트니 – 베이스 기타, 백 보컬
- 조지 해리슨 – 리드 기타, 백 보컬
- 링고 스타 – 드럼, 탬버린

이언 맥도널드 제공

## 차트와 판매량
| 차트 (1965)                      | 최고 순위 |
| -------------------------------- | --------- |
| 오스트리아 (Ö3 오스트리아 탑 40) | 5         |
| 벨기에 (울트라탑 50 플랑드르)    | 5         |
| 캐나다 탑 싱글 (RPM)             | 1         |
| 아일랜드 (IRMA)                  | 1         |
| 네덜란드 (네덜란드스 탑 40)      | 1         |
| 네덜란드 (싱글 톱 100)           | 1         |
| 노르웨이 (VG-리스타)             | 1         |
| 영국 싱글 (오피셜 차트 컴퍼니)   | 1         |
| 미국 빌보드 핫 100               | 1         |
| 미국 캐쉬박스 탑 100             | 1         |
| 서독 미디어 컨트롤 싱글 차트     | 2         |
| 차트 (1976)                      | 최고 순위 |
| 아일랜드 (IRMA)                  | 10        |
| 영국 싱글 (오피셜 차트 컴퍼니)   | 37        |

| 국가                       | 인증 | 판매량/출하량 |
| -------------------------- | ---- | ------------- |
| 미국 (RIAA)                | 골드 | 1,000,000^    |
| ^출하량을 기반으로 한 인증 |      |               |